# Штельмах Дмитро Лавринович
Дмитро́ Лаврі́нович Ште́льмах (*26 листопада 1902, Велика Вовнянка, Таращанського повіту, Київської губернії — †3 липня 1971, Вінниця) — Герой Радянського Союзу.
Командир 797-го стрілецького полку 232-ї стрілецької дивізії 40-ї армії 2-го Українського фронту, полковник.
Народився 26 листопада 1902 року в селі Велика Вовнянка Таращанського повіту Київської губернії в селянській родині. 
Член ВКП(б) з 1928 року. 
Навчався в початковій школі. Працював в сільському господарстві.
В 1924 році призваний до лав Червоної Армії. В 1931 році закінчив кавалерійську школу. На фронтах німецько-радянської війни з червня 1941 року. Воював на Південно-Західному, Воронезькому, 1-му Українському, 2-му Українському, 3-му Українському фронтах. В 1943 році закінчив військову академію імені Фрунзе.
Полковник Штельмах відзначився в ході Ясько-Кишинівської операції. Завдяки вмілій організації бою, сміливими та рішучими діями командира, полк 20 серпня 1944 року успішно прорвав оборону ворога в районі Столпігень, Путилау (Румунія), знищивши при цьому декілька дотів та захопивши протягом жорстоких боїв у полон більше 3 тисяч ворожих солдат та офіцерів.
Наказом Президії Верховної Ради СРСР від 13 вересня 1944 року за успішний прорив укріпленого району та проявлену в боях особисту хоробрість полковнику Штельмаху Дмитру Лавріновичу присвоєно звання Героя Радянського Союзу з врученням ордена Леніна та медалі «Золота Зірка» (№ 4247).
Після закінчення Другої світової війни Д. Л. Штельмах — в запасі.
Нагороджений орденом Леніна, двома орденами Боевого Червоного Прапора, орденом Вітчизняної війни 1-го ступеню, медалями.

## Із спогадів Героя про свій подвиг
Це було раннього ранку 20 серпня 1944 року. Півтори години лунала канонада, а коли закінчилась, на передніх рубежах ворога ще добрих півгодини стояла суцільна стіна диму та пилюки. Коли наша піхота пішла в атаку, виявилось, що в першій та другій траншеях робити вже нічого.
А мій полк діяв на другорядній дільниці фронту і повинен був підійматися в атаку лише по мірі просування військ у основному напрямку. Відверто кажучи, моїм солдатам та офіцерам було трохи прикро, що ми виконуємо ніби то допоміжну роль. Але нічого не поробиш: наказ є наказ.
Коли раптом — дзвінок командуючого армією. Дізнавшись, мабуть, про наші настрої, а головне, — про готовність полку до атаки, він сказав: "Ну, коли так, то благословляю! Як говорили в давнину запорожці — рушай! ".
Невдовзі це «рушай» понеслося по траншеях та телефонних проводах. Атака була блискавичною. Через мінні поля, наші та ворожі, бійці перелітали мов на крилах. Важко назвати імена самих хоробрих. Всі діяли героїчно. Попри те, що цей укріплений район фашисти будували роками, взяли ми його швидко. Були там доти. З деякими довелося повозитися. Одні ми підривали толом, інші — зв'язками гранат. Але були й такі, звідки спочатку показувався білий прапорець, потім зв'язаний німець, а потім виходили румунські солдати. Всього ми подолали 69 дотів.
Через певний час грімке «ура» вже було чутно у всіх напрямках, на флангах, зпереду, з тилу — це ринулися в атаку сусідні частини. Користаючись успіхом нашого 797-го стрілецького полку.
Батальйони полку, продовжуючи маневрувати, стрімко просувалися вглиб оборони ворога і вже виходили на північно-західну околицю Путілау, дуже важливого опорного пункту ворога біля річної переправи через річку Молдова.
Довгожданий Державний кордон нашої Батьківщини, порушений ворогом тридцять вісім місяців тому, був уже далеко позаду.
Як ми мріяли в далекому 1941 році повернутися сюди, повернути Батьківщині її землі захоплені фашистами! І от здійснилося.